# مدینا د ریسکو

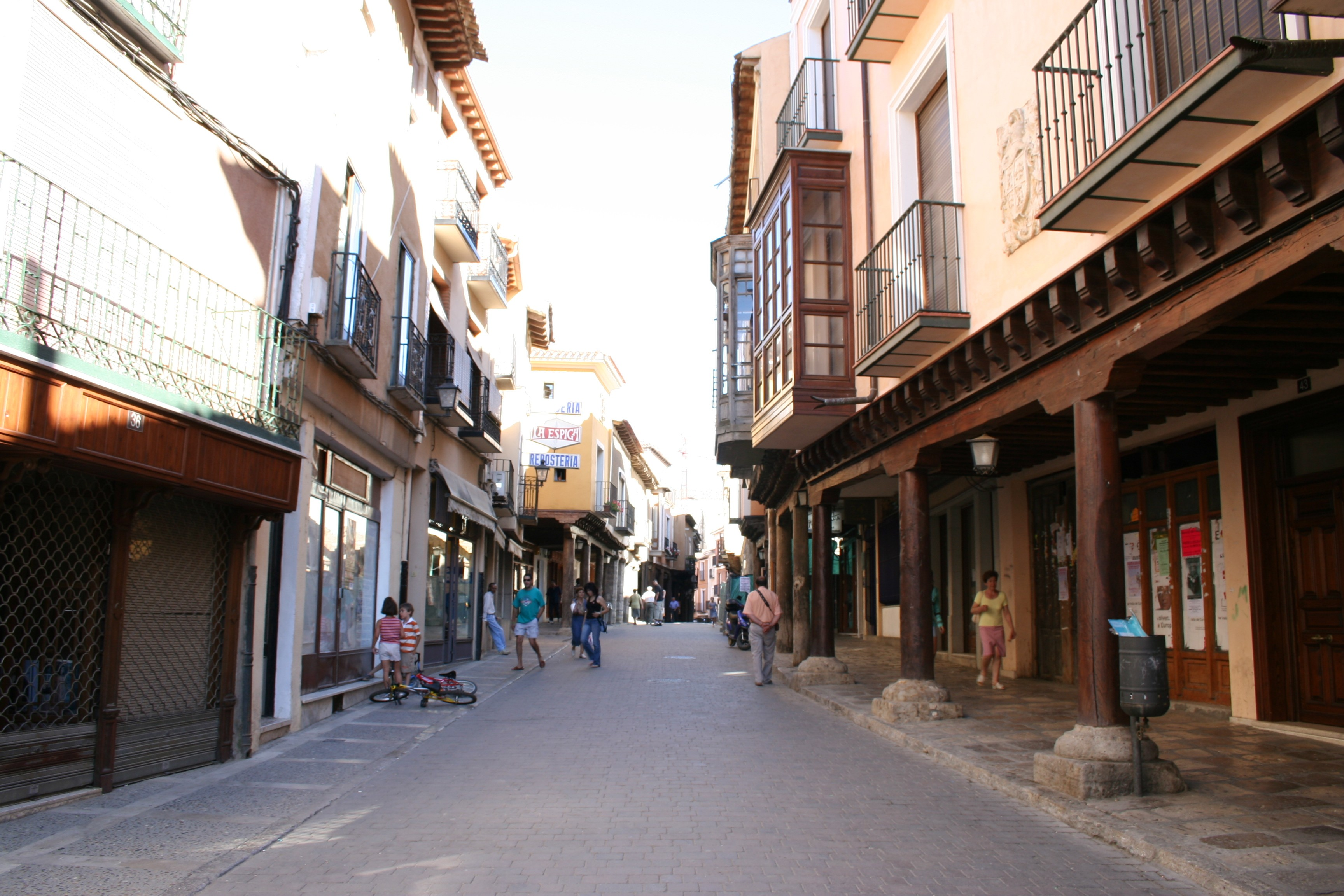
منطقه مسکونی در اسپانیا

مدینا د ریسکو (به اسپانیایی: Medina de Rioseco) یک شهرستان در اسپانیا است که در استان وایادولید واقع شده‌است.

## خصوصیات
مدینا د ریسکو ۱۱۵ کیلومترمربع مساحت و ۵٬۰۳۷ نفر جمعیت دارد و ۷۴۱ متر بالاتر از سطح دریا واقع شده‌است.